# Mylo

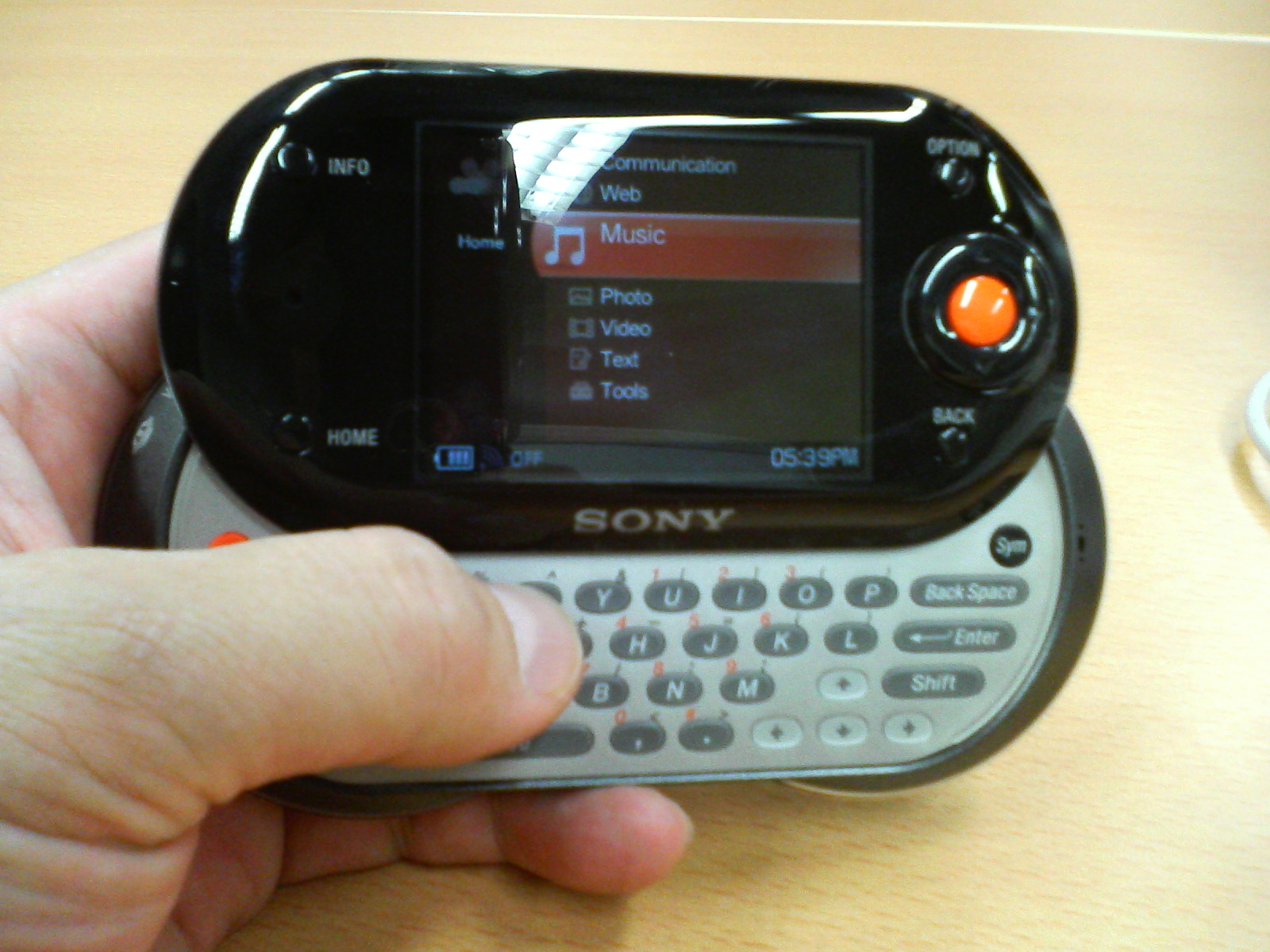
mylo(COM-1)

mylo（マイロ）は、ソニーの携帯端末。パーソナルコミュニケーターという位置づけの製品で、無線LANを内蔵し、ウェブブラウジングやチャットが楽しめる他、音楽ファイルや動画ファイルを再生することも出来るので、デジタルオーディオプレーヤーとしても利用可能である。
なお、myloという名称はmy life onlineの省略形であるという。
機器としてはCLIEの後継に当たる。
初代モデルが2007年2月に、二代目が2008年に発売開始。2008年12月17日に販売終了。

## mylo(COM-1)
2007年2月5日にブラックモデルが発売された。2007年3月1日にはホワイトモデルも発売された。価格は3万9800円。Sony styleでのみ発売された。
無線LANの普及度が高い北米で、2006年9月に$349で先行リリースされた。北米版も日本語モードを持っているが、日本語入力環境がないために実用度は低い。

## mylo COM-2
2008年1月6日に北米で発表された後継機。日本での発売開始は2008年3月1日。キーボードが日本語入力対応であるほかは、日本語版と北米版はほぼ同一のハードウェアである。日本向け端末には日本語入力システムとして「POBox Touch」を採用している。
130万画素のデジタルカメラ機能を搭載し、液晶ディスプレイがタッチスクリーン機能のついたWVGAに、無線LANがIEEE 802.11b/gになったことが大きく異なる。2008年12月17日に販売終了。

## 製品仕様

### mylo(COM-1)
CPU
フリースケール社製i.MX（ARM9コア）/CPUコア部266MHz駆動
ディスプレイ
2.4型TFT液晶ディスプレイ。QVGA（320x240ピクセル）/65536色表示
内蔵メモリ
ストレージとして1GBフラッシュメモリを搭載
外部メモリ
メモリースティックデュオ/メモリースティックPROデュオスロット搭載
キーボード
QWERTY型キーボード搭載。数字キーが除かれており、厳密にはフルキーボードとはいえない。
インターフェイス
USBコネクタ。USB 2.0対応。マスストレージクラス及びMTP対応。
外寸　
約 幅123×高さ23.9×奥行き63mm（最大突起部含まず）
質量
約150g（電池含む）

### mylo COM-2
下記以外はCOM-1と同じ。
CPU
フリースケール社製i.MX（ARM11コア）/CPUコア部532MHz駆動
ディスプレイ
タッチスクリーン機能つき3.5型TFT液晶ディスプレイ。WVGA（800x480ピクセル）/65536色表示
外寸　
約 幅130.8×高さ20.7×奥行き64.6mm（最大突起部含まず）
質量
約193g（電池含む）

## 製品概要

### mylo(COM-1)
無線LAN
標準でIEEE 802.11bに対応した無線LANチップを搭載しており、無線LANに接続できる環境ならどこでもインターネットにアクセスすることが可能である。アドホックモードもあり、myloが再生している音楽を通信によって、他のmyloで共有することができる。
Webブラウズ機能
Operaがプリインストールされており、無線LANのある環境であればそのままウェブブラウジングができる。その他、SkypeやGoogle Talkもプリインストールされており、これらを利用してのチャットも可能である。なお、北米版ではYahoo! Messengerがインストールされていたが、米Yahoo!とYahoo!JAPANとはライセンス形態を異にしているため日本版ではインストールされていない。また、Flashの再生は不可。
音楽再生
音楽配信サイトからダウンロードした音楽ファイルや、メモリースティックデュオ、内蔵フラッシュメモリに取り込んだ音楽ファイルを再生できる。再生できる形式はMP3とATRAC（OpenMG対応）、WMA（Windows Media DRM対応）である。イヤホンのほか、本体に装備しているスピーカーでの視聴も可能。また、日本版では再生した音楽の履歴をPlaylogにアップロードできる機能を搭載している。mylo本体に無線LAN機能、ウェブブラウジング機能を搭載していることから、mylo単体でPlaylogにログイン可能。なお、myloでPlaylogにアクセスするとmylo専用の低解像度のページが表示される。
メインCPUとは別途に再生用のチップを搭載しているため、音楽を再生しつつWebブラウズなどの動作を行うことも可能。
動画再生
MPEG-4フォーマット（いわゆるメモリースティックフォーマット）の動画を再生できる。
静止画再生
JPEG、PNG、BMPの画像を再生できる。
メモ機能
TEXTというメモ機能を持っており、キーボードからの文字入力を保存することができる。
ユーティリティモード
Toolsというユーティリティ機能があり、内蔵メモリ・メモリースティックデュオにあるファイルの移動、コピー、削除などが可能。また、無線LANの設定をmylo本体で行う場合は、Toolsで行う。
なお、本体機能としてはメール機能を持っていないがGoogle TalkからGmailを使用することができ、ブラウザからは各種Webメールを利用する事も可能。

### mylo COM-2
おおまかにはCOM-1の機能と変わらないが、以下の点で差異がある。
無線LAN
IEEE 802.11b/gに拡張され、高速接続が可能となった。
Webブラウザ
NetFrontに変更され、Adobe Flash Lite3が搭載されている。
音楽再生
AAC形式の音楽ファイルを再生できるようになっている。
動画再生
MPEG-4 AVC(H.264)の再生が可能となっている。
デジタルカメラ機能
130万画素のデジタルカメラを新たに搭載している。